# Гавриловка (Каргатський район)
Гавриловка (рос. Гавриловка) — селище у Каргатському районі Новосибірської області Російської Федерації.
Входить до складу муніципального утворення Беркутовська сільрада. Населення становить 292 особи (2010).

## Історія
Згідно із законом від 2 червня 2004 року органом місцевого самоврядування є Беркутовська сільрада.

## Населення
| 2002 | 2007 | 2010 |
| ---- | ---- | ---- |
| 359  | ↘313 | ↘292 |